# La Codina (Pinell de Solsonès)
La Codina és una masia de Pinell de Solsonès (Solsonès) inclosa a l'Inventari del Patrimoni Arquitectònic de Catalunya. La masia originària és una casa del segle xv.

## Situació
Està situada a 682 m d'altitud., als plans que coronen el vessant dret de la rasa del Puit, a la part central del terme municipal, a la capçalera de la rasa de la Codina que baixa dels Colls. Presideix una gran extensió de camps de conreu que s'apleguen al seu voltant.
S'hi va des de la carretera asfaltada C-149a (de Solsona - els Colls - Sanaüja). A l'encreuament dels Colls (41° 57′ 06″ N, 1° 21′ 59″ E / 41.951551°N,1.366426°E) surt cap al sud la pista ben senyalitzada que porta a la masia. Està a uns 900 metres. Als Colls s'hi pot anar des de Solsona (16,4 km.) o des de Sanaüja (12,4 km.).

## Descripció
Antiga casa pairal que data del 1656. Està formada per planta baixa i dos pisos. La planta baixa està coberta amb una volta de creueria. A la façana principal es troba a la planta baixa la porta d'arc rebaixat, al primer pis tres petits balcons amb la pedra que fa de base motllurada i al segon pis un balcó al centre i una finestra per banda. Totes les obertures dels pisos superiors són allindades. La casa té diversos cossos annexes.

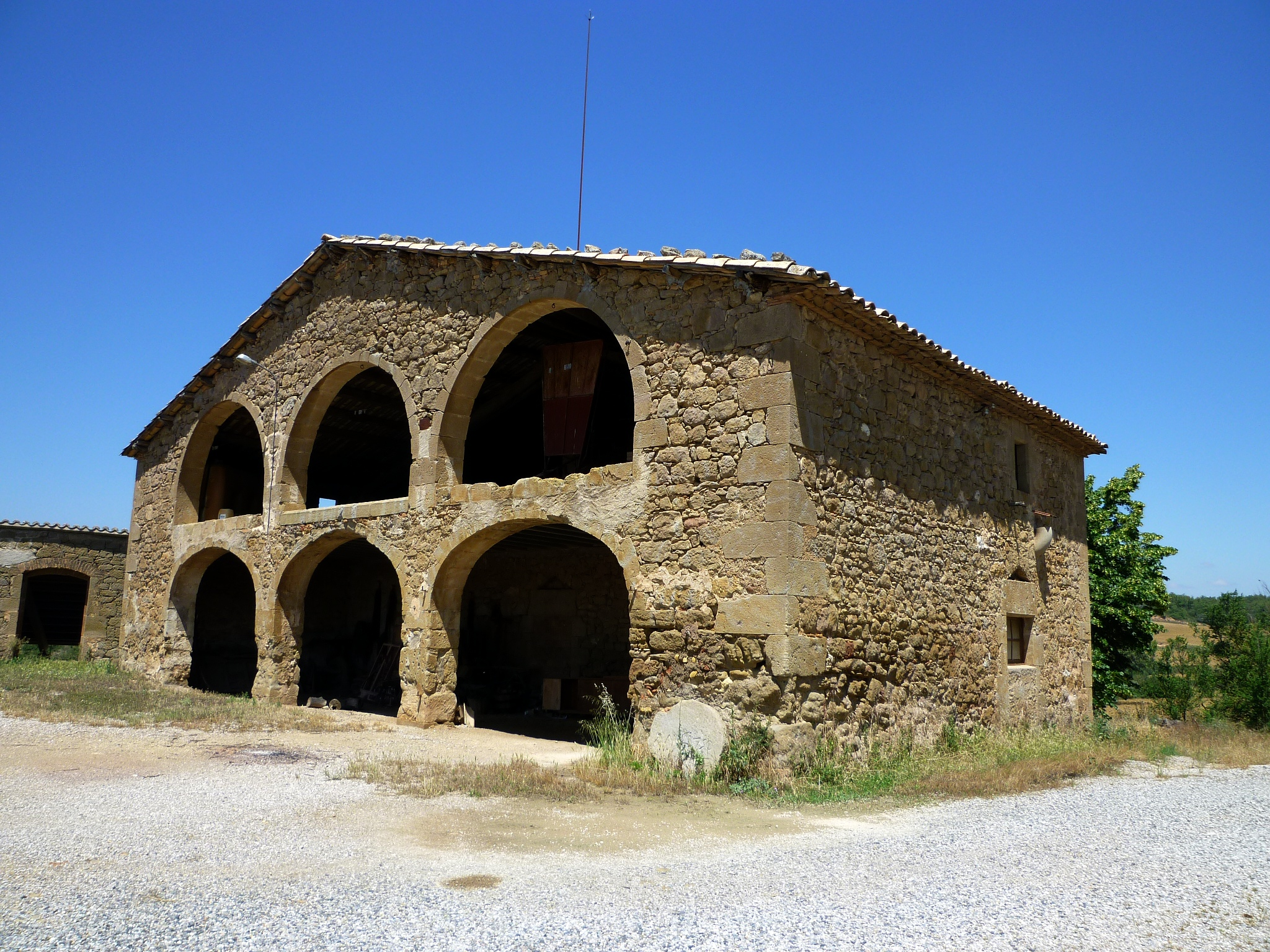
La pallissa

Adossada a la casa pairal es troba la capella, d'una nau coberta amb volta apuntada. L'absis és pla. Als peus es troba, a un nivell lleugerament superior al del terra, el cor, construït l'any 1855. A sobre de la llinda d'una porta interior hi ha la següent inscripció: "Reberen Joan Codina Prevere any + 1813"
Al costat de la masia hi ha el cobert, una edificació rectangular de dues plantes. A la façana hi ha sis grans obertures porticades, tres a la planta baixa amb arc rebaixat, i tres a la primera planta amb arc de mig punt. A la façana posterior hi ha dos contraforts. A la façana sud i en una lateral, apareix la data de construcció amb els següents termes: "JOSEPHCODINA 1732".

## Història
Ha sofert diferents reformes des del 1808 fins al 1910.